# 康保 (日本)
康保（964年8月19日－968年9月8日）是日本的年號。使用這年號之日本天皇是村上天皇與冷泉天皇。

## 改元
- 應和四年七月初十（964年8月19日） ：改元。
- 康保五年八月十三（968年9月8日） ：改元安和。

## 出處
《書經·康誥》—王曰：「嗚呼！封。汝念哉！今民將在祗遹乃文考，紹聞衣德言，往敷求于殷先哲王，用保乂民。汝丕遠惟商耇成人，宅心知訓。別求聞由古先哲王，用康保民，弘于天若。德裕乃身，不廢在王命。」

## 大事記
- 康保四年藤原實賴就任關白。
- 康保四年 村上天皇駕崩，冷泉天皇即位。

## 逝世
- 康保四年 村上天皇駕崩。

## 紀年、干支、西曆對照表
| 康保 | 元年  | 二年  | 三年  | 四年  | 五年  |
| ---- | ----- | ----- | ----- | ----- | ----- |
| 公元 | 964年 | 965年 | 966年 | 967年 | 968年 |
| 干支 | 甲子  | 乙丑  | 丙寅  | 丁卯  | 戊辰  |

## 同期存在的其他政權之紀年
- 中國
  - 天會（957年至973年）：北漢—劉鈞、劉繼恩、劉繼元之年號
  - 乾德（963年11月至968年11月）：北宋—太祖趙匡胤之年號
  - 大寶（958年8月至971年2月）：南漢—劉鋹之年號
  - 廣政（938年正月至965年正月）：後蜀—孟昶之年號
  - 廣德（953年至967年）：大理國—段思聰之年號
  - 順德（968年）：大理國—段思聰之年號
  - 應曆（951年九月至969年二月）：遼—遼穆宗耶律璟之年號
  - 同慶（912年至966年）：于闐—尉遲烏僧波之年號
  - 天尊（967年至977年）：于闐—尉遲蘇拉之年號